# 巴勒莫美术学院
巴勒莫美术学院（義大利語：Accademia di Belle Arti di Palermo）是意大利西西里岛巴勒莫的一个的一个国立美术学院, 起初由著名画家马里奥·巴尔迪（義大利語：Mario Bardi）与他的学生创办于1780年，从事艺术和文化历史学科的教学和研究。巴勒莫美术学院被认为是欧洲和世界上最重要的艺术学校之一。

## 知名校友
- 马里奥·巴尔迪（1922年-1988年），现实主义画家，是在这所学院学习的最重要的画家之一，与雷纳托·古图索一起。